# Glocke (Bayreuth)

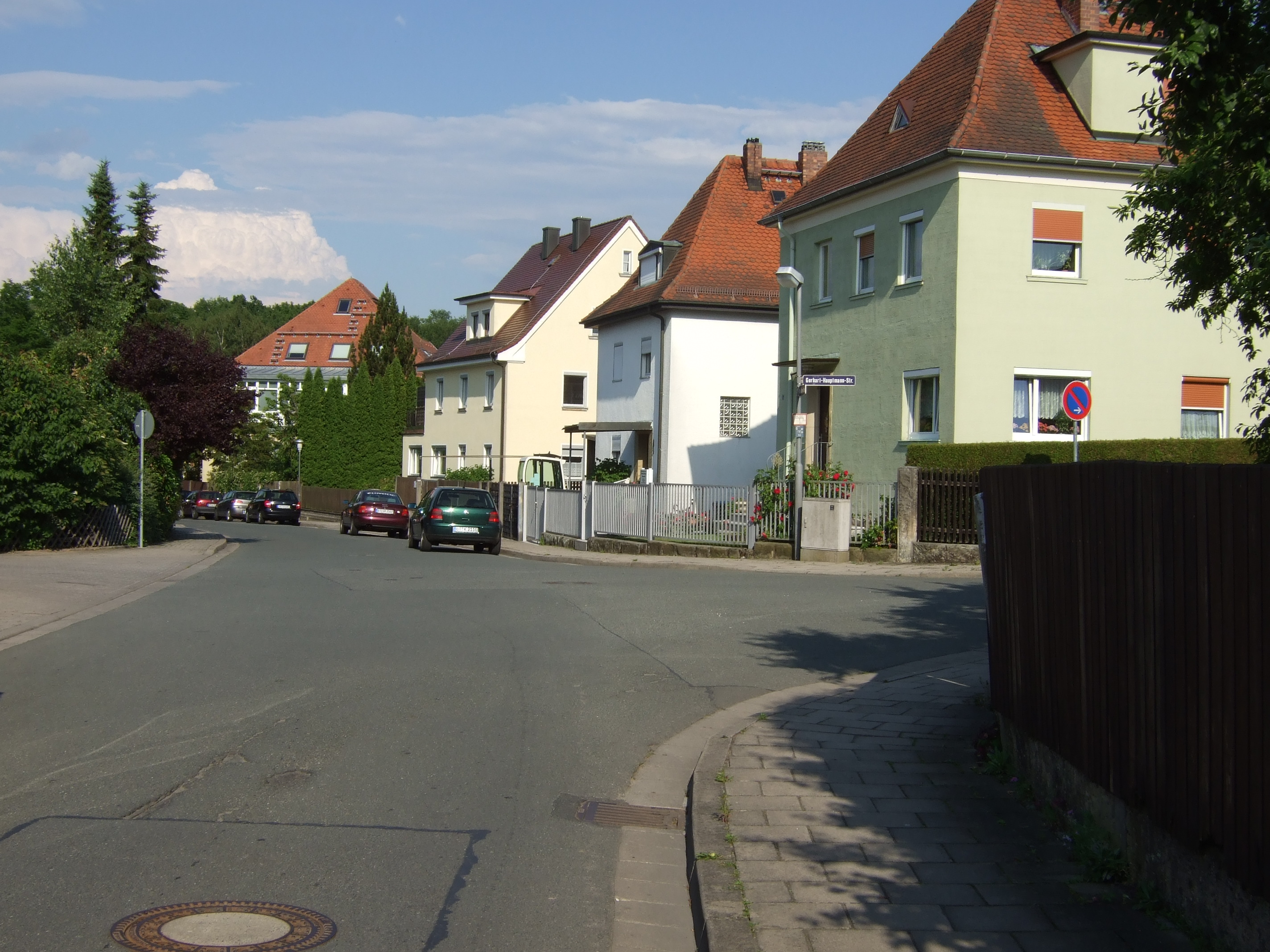
Max-Stirner-Straße in der Glocke

Glocke ist ein Siedlungs- und Gewerbegebiet im Süden von Bayreuth. Er liegt zwischen dem Kasernenviertel, dem Tal des Aubachs, der Saas und dem Flurstück Lerchenbühl. Auf manchen Plänen wird das Viertel auch als „Glocken“ bezeichnet.

## Geschichte und Beschreibung

Die „Glocken“ im Bayerischen Urkataster von 1850

Bayreuth-Glocke, südlich der Justus-Liebig-Straße und an der Karl-von-Linde-Straße das Gewerbegebiet

Der Name ist vermutlich auf eine hölzerne Alarmglocke aus dem Dreißigjährigen Krieg zurückzuführen, die sich an dieser Stelle befand. Der Einödhof Glockengut im Siedlungskern Hölzerne Glocke ist bereits im 18. Jahrhundert nachweisbar und gehörte schon damals zum Stadtgebiet. Die ersten Häuser an der Pottensteiner Straße entstanden in den Jahren 1930–1932, ein weit größerer Teil der Siedlung entstand zwischen 1934 und 1936. Städtebaulich weist die Villensiedlung Ähnlichkeit mit der Gartenstadt auf, Bauträger waren jedoch zwei private ortsansässige Baugeschäfte. Aus den 1950er und 1960er Jahren stammt die Bebauung entlang der Ludwig-Thoma-Straße und westlich davon. Nach dem Zweiten Weltkrieg erhielten die meisten Straßen Namen von Dichtern, Schriftstellern und Philosophen bzw. wurden dahingehend (Gerhart-Hauptmann-Straße, Max-Stirner-Straße, Schopenhauerstraße) umbenannt. Im November 1971 wurde die Brücke der Ludwig-Thoma-Straße über die Bahnstrecke Bayreuth–Hollfeld eröffnet, mit der eine neue Straßenverbindung in Richtung Innenstadt geschaffen wurde.
An den nördlichen Rand der Siedlung grenzt das Gewerbegebiet Glocke-Süd. Zum überwiegenden Teil liegt es nördlich der ehemaligen Bahnstrecke (heute Radweg), die das Gebiet räumlich trennte. Dort befinden sich neben Lagerhäusern (ehemals mit Bahnanschlüssen) wie dem ehemaligen Haferspeicher Industrie- und Einzelhandelsgroßbetriebe. Bedeutendstes Unternehmen war die 1922 eröffnete Gießerei Burkhardt an der Justus-Liebig-Straße, die im Februar 2012 bei einem Brand stark zerstört wurde. Nach dem Abriss der Ruinen entstand auf deren Gelände seit 2021 ein Fachmarktzentrum. Mit der Firma Klaro hat sich im Gewerbegebiet ein mittelständisches Unternehmen angesiedelt, bei dem es sich – eigenen Angaben zufolge – um einen europäischen Marktführer im Bereich dezentraler Klärsysteme handelt.
Nach dem Abzug einer örtlichen Spedition im Jahr 2016 soll auf deren ehemaliger Fläche mit dem Namen Glockengut eine Wohnanlage entstehen.

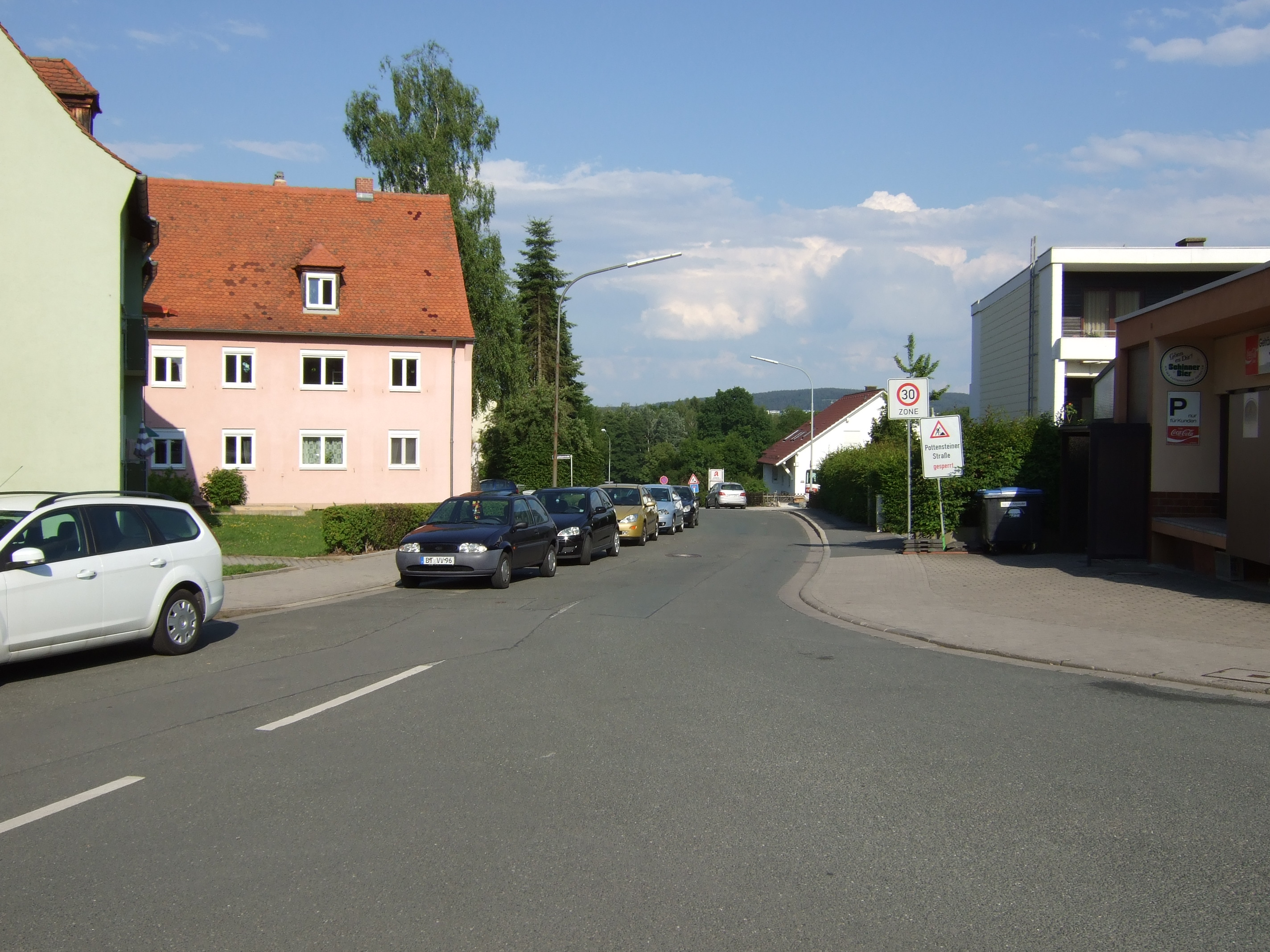
Glockenstraße an der Ludwig-Thoma-Straße
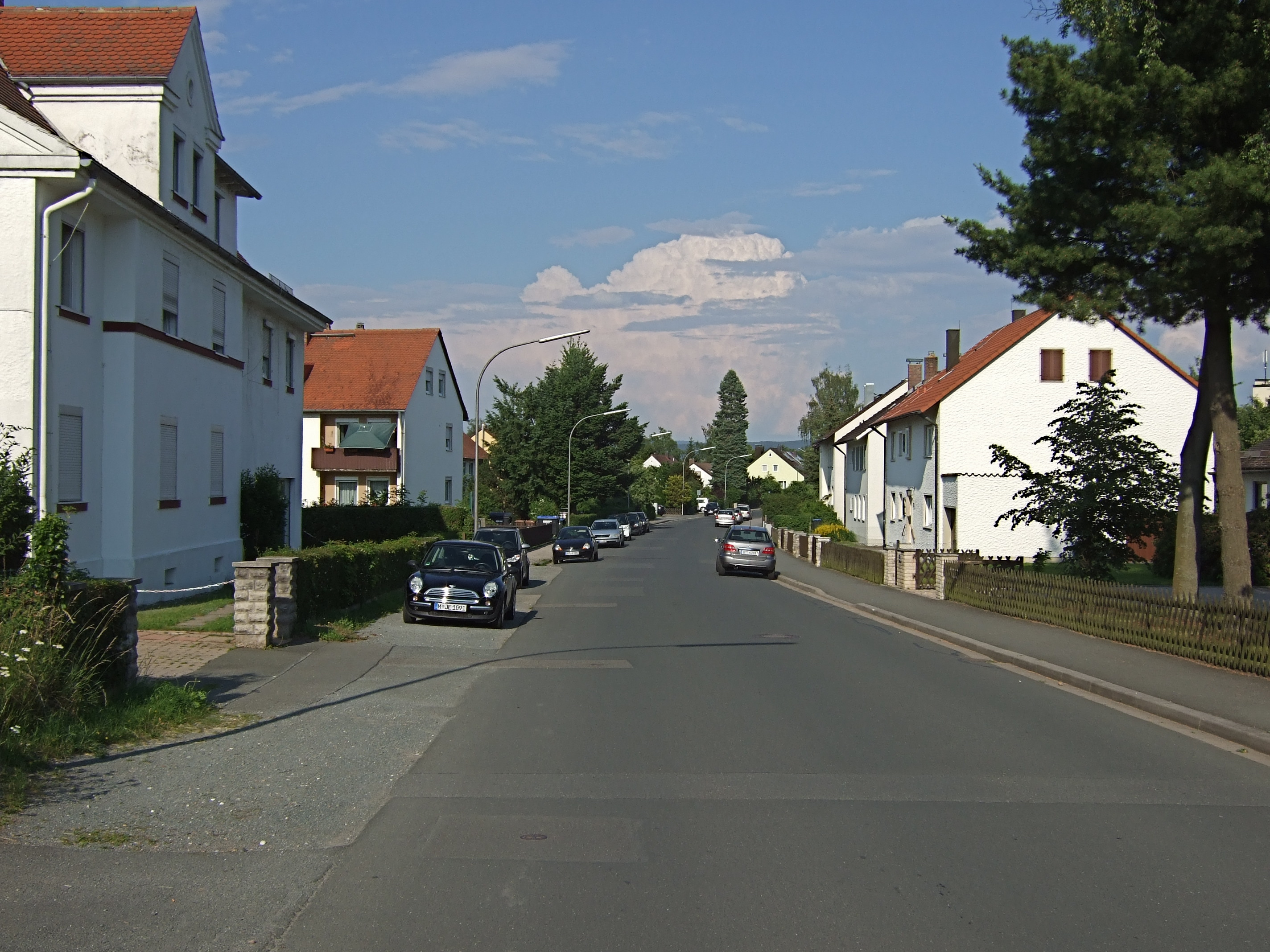
Glockenstraße
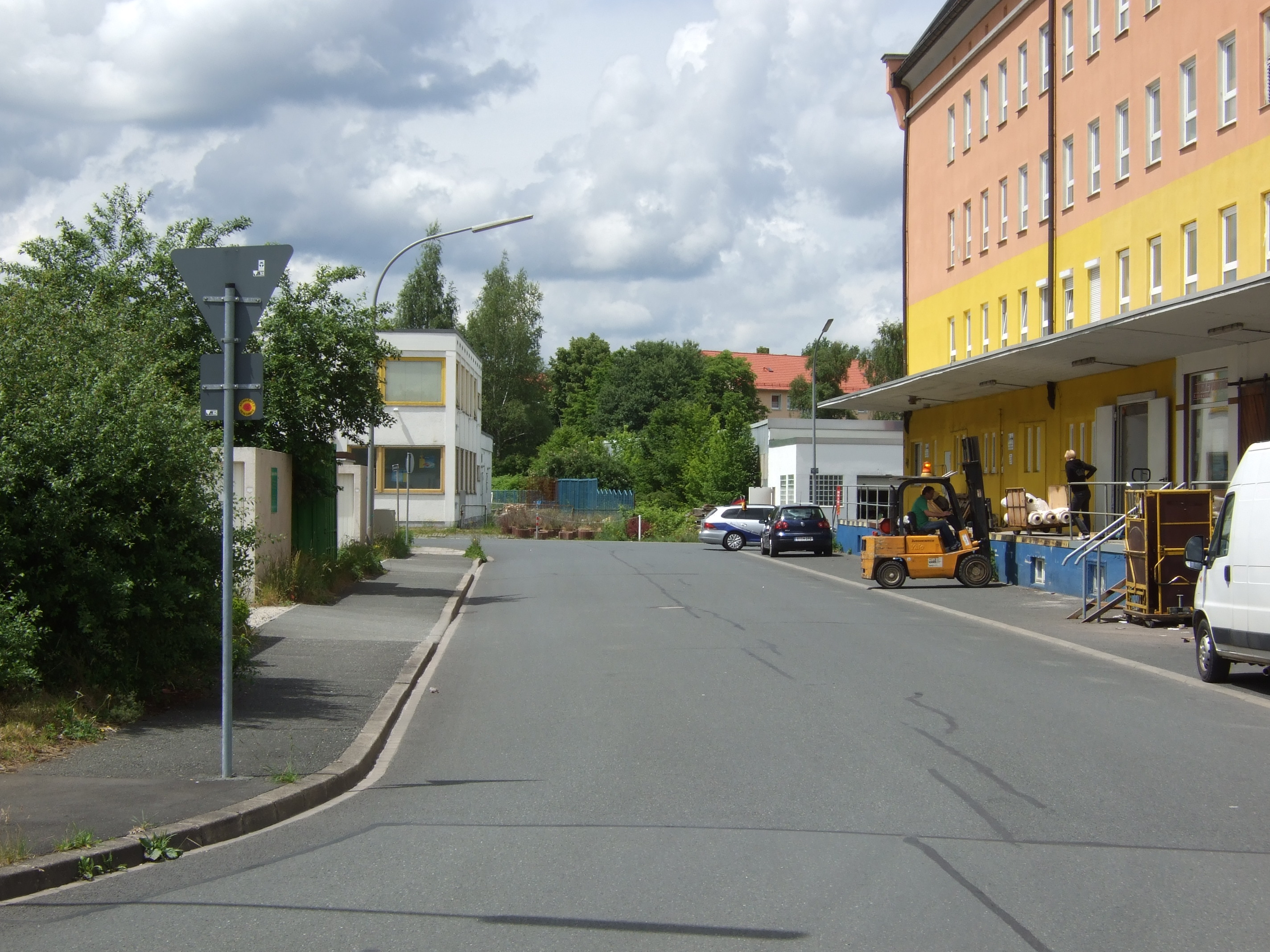
Otto-Hahn-Straße im Gewerbegebiet Glocke-Süd mit Lagerhaus
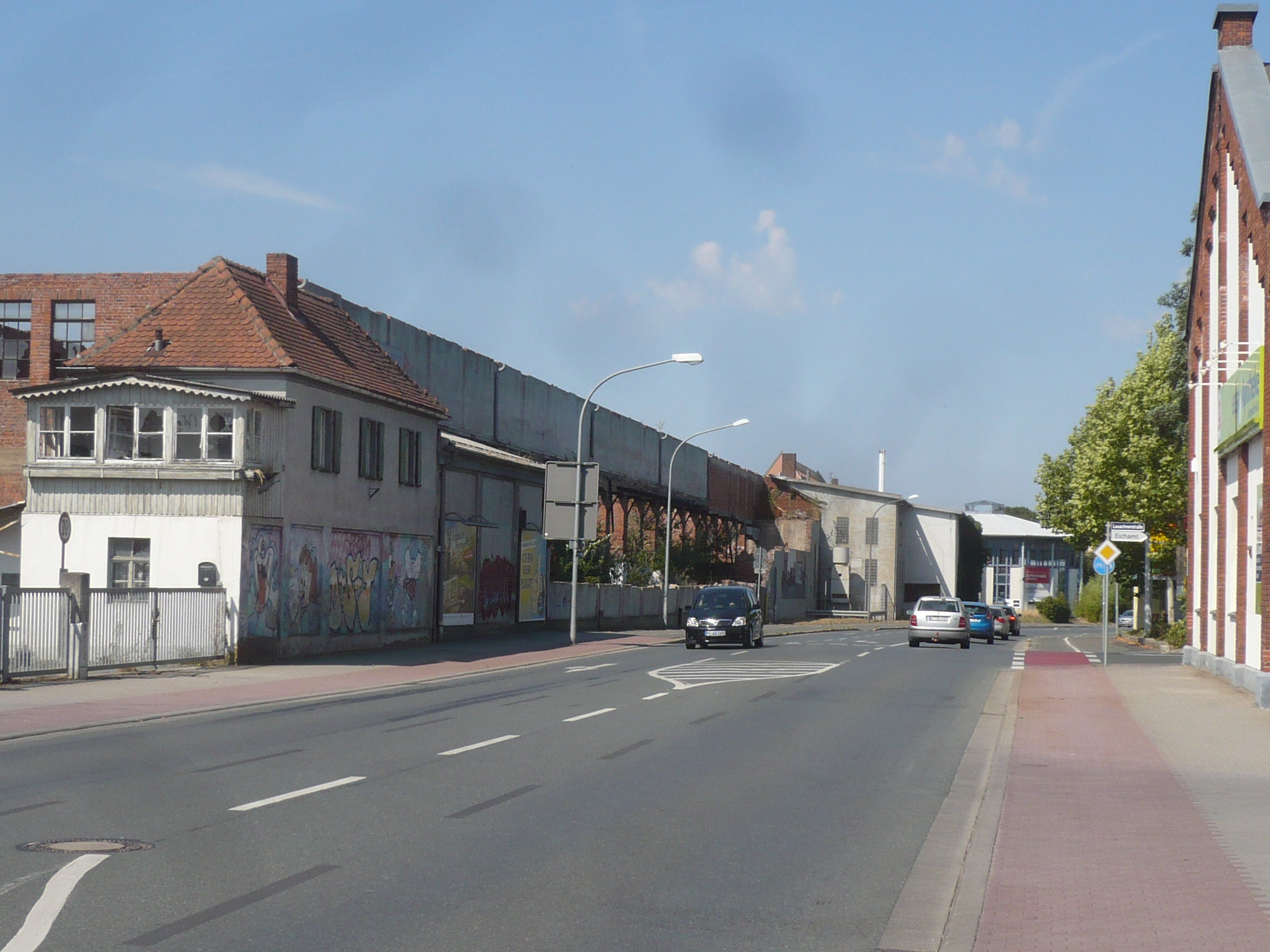
Justus-Liebig-Straße mit der Ruine der Gießerei Burkhardt (2018)

## Pottaschhütte

Gaststätte Pottaschhütte um 1910

Auf der Stierlein’schen Militärkarte von 1799 noch als „Pottaschenhütte“ eingezeichnet, war die Pottaschhütte (örtliche Betonung auf dem ‚a‘) ein gewerbliches Anwesen. 1743 erwarb der Bayreuther Kaufmann Schilling aus den Feldern des Saaser Bauern Meyer Grundstücke im Lerchenbühl, um eine Fabrik zu errichten. Seit jenem Jahr wurde dort Pottasche (Kaliumcarbonat) durch Auslaugen von Holzasche gewonnen, die unter anderem in der Glas- und Seifenherstellung Verwendung fand. Von 1769 bis zur Einstellung des Betriebs im Jahr 1800 waren etwa 20 Personen beschäftigt, die im benachbarten, 2003 abgerissenen Glockenhof wohnten.
1830 kaufte der Saaser Bauer Meyer das Anwesen. Ab 1833 wurde das Gebäude als Gaststätte genutzt, von 1933 bis 1951 diente es als Schulhaus für die Grundschüler aus der Glocke, der Saas und den Birken sowie als Kindergarten und behelfsmäßige Kirche. 1977 wurde das Gebäude abgerissen, der Name ist als Straßenname und Bezeichnung für das umliegende Gebiet erhalten geblieben.